# Оболенцев, Роман Дмитриевич
Роман Дмитриевич Оболенцев (1 ноября 1906, Алексеевка — 27 октября 1968, Киев) — советский нефтехимик, доктор химических наук (с 1951 года), профессор (с 1953 года). Заслуженный деятель науки Башкирской АССР (с 1957 года), Заслуженный деятель науки РСФСР (1964 год).

## Биография
Родился 1 ноября 1906 года в деревне Алексеевке Харьковской губернии (теперь Первомайского района Харьковской области). В 1936 году окончил Ленинградский государственный университет. В 1935–1941 годах работал на заводе «Химгаз» в Ленинграде. В 1941–1951 годах — в Саратовском государственном университете организовал и заведовал кафедрой химической переработки нефти и газа. С 1951 года — заведующий отделением химии, с 1961 года — директор Института органической химии. Одновременно в 1956–1964 годах председатель Президиума Башкирской филиала АН СССР. В 1960–1968 годах — председатель научного совета по проблеме «Химия и технология органических соединений серы» при Государственном комитете по науке и технике Совета Министров СССР. В 1968 году перешел в Институт химии высокомолекулярных соединений АН Украинской ССР.
Умер в Киеве 27 октября 1968 года. Похоронен на старой части Байкового кладбища.

## Научная деятельность
Основоположник новой отрасли нефтехимии — химии природных сероорганических соединений нефти. Разработал теоретические основы переработки сернистых и высокосернистых нефтей Урало-Поволжья и Западной Сибири. Под его руководством синтезированы более 200 индивидуальных соединений высокой степени чистоты, моделирующих компоненты сернистых соединений нефти, с помощью которых впервые данная классификация компонентов нефти восточных районов СССР. Автор более 180 научных трудов, среди которых:
- Физические константы углеводородов жидких топлив и масел. Москва, 1953;
- Гидрогенолиз сераорганических соединений нефти. Москва, 1961 (в соавторстве);
- Сераорганические соединения нефтей Урало-Поволжья и Сибири. Москва, 1973 (в соавторстве).